# Ациклическая раскраска графа

Ацикличное хроматическое число графа МакГи равно 3.

В теории графов под ациклической раскраской понимается (правильная) раскраска вершин, в которой любой двуцветный подграф не имеет циклов.
Ациклическим хроматическим числом A(G) графа G называется наименьшее число цветов, необходимое в любой ациклической раскраске G.
Ациклическая раскраска часто связывается с графами на поверхностях, не являющихся плоскостями.

## Верхние границы
A(G) ≤ 2 тогда и только тогда, когда G не имеет циклов.
Границы A(G) в терминах максимальной степени Δ(G) графа G включают следующие:
- A(G) ≤ 4 если Δ(G) = 3. (Grünbaum 1973)
- A(G) ≤ 5 если Δ(G) = 4. (Burstein 1979)
- A(G) ≤ 8 если Δ(G) = 5.(Yadav, Satish 2008)
- A(G) ≤ 12 если Δ(G) = 6.(Yadav, Satish 2009)

Вехой в изучении ациклической раскраски является следующий  положительный ответ на гипотезу Грюнбаума:
Теорема. (Borodin 1979) 
A(G) ≤ 5 если G планарен.
Грюнбаум (1973) ввёл ациклическую раскраску и ациклическое хроматическое число и высказал гипотезу, которая и была доказана Бородиным.
На доказательство у Бородина ушло несколько лет старательной проверки 450 конфигураций.
Одним из следствий этой теоремы является то, что  любой планарный  граф можно разложить на независимое множество и два леса. (Stein 1970, 1971)

## Алгоритмы и сложность
Задача определения, выполняется ли  A(G) ≤ 3, является NP-полной (Kostochka 1978).
Коулман и Цай (Coleman, Cai 1986) показали, что задача остаётся NP-полной даже для двудольных графов.
Гебремедхин и др.  (Gebremedhin, Tarafdar, Pothen, Walther 2008) продемонстрировали, что любая правильная вершинная раскраска хордального графа является ациклической раскраской.
Поскольку для хордальных графов можно найти оптимальную раскраску за время O(n+m), то же самое верно и для ациклической раскраски на этом классе графов.
Линейный по времени алгоритм для ациклической раскраски графа максимальной степени ≤ 3 в 4 цвета или меньше представлена Скулраттанакулчаем (Skulrattanakulchai 2004).
Ядав и Сатиш (Yadav, Satish 2008) описывают линейный по времени алгоритм ациклической раскраски графа с максимальной степенью ≤ 5 при использовании 8 цветов и менее, а также алгоритм раскраски графа максимальной степени ≤ 6 при использовании 12 цветов и менее.

## Внешние ссылки
- Star colorings and acyclic colorings (1973), present at the Research Experiences for Graduate Students (REGS) at the University of Illinois, 2008.
- Acyclic Coloring of Graphs of Maximum Degree ∆, talk slides presented by G. Fertin and A. Raspaud at EUROCOMB 05, Berlin, 2005.